# Mühlhausen (powiat Neumarkt in der Oberpfalz)
Mühlhausen – miejscowość i gmina w Niemczech, w kraju związkowym Bawaria, w rejencji Górny Palatynat, w regionie Ratyzbona, w powiecie Neumarkt in der Oberpfalz. Leży w Jurze Frankońskiej, około 12 km na południe od Neumarkt in der Oberpfalz, nad Kanałem Ren-Men-Dunaj, przy drodze B299 i linii kolejowej Berching – Neumarkt.